# This Love (마룬 5의 노래)
"This Love"(〈디스 러브〉)는 미국의 록 밴드 마룬 5의 데뷔 음반 Songs About Jane의 두 번째 싱글로 리더 애덤 리바인과 키보디스트 제시 카마이클에 의해 쓰여 2004년에 발매되었다. 첫 시작 부분은 피아노 중심으로 시작하며, 보컬 애덤 리바인의 가성이 반복되는 기타 소리 및 퍼커션과 잘 어울러진다. 이 곡의 가사는 애덤 리바인이 그의 여자친구와의 결별을 생각하며 쓴 곡이다.
이 싱글은 빌보드 차트의 여러 차트들에서 1위를 하거나 10위권안에 들었으며, 이는 마룬 5가 MTV 비디오 뮤직 어워드에서 최고의 신인상을 수상하고 2004년 한 해동안 세 번째로 많이 재생 된 노래가 되는데 도움을 주었다. 또한 그들은 이 곡으로 2006년 제 48회 그래미 어워드 "베스트 팝 퍼포먼스 - 보컬이 있는 듀오, 그룹 부문"을 수상하였으며, 그들의 가장 유명한 곡들 중 하나로 알려져 있다.

## 뮤직 비디오
소피 뮐러(Sophie Muller)가 감독하였으며, 애덤 리바인의 당시 여자친구였던 모델 켈리 맥키(Kelly McKee)가 출연하였다.

## 수록곡
1. This Love" (음반 버전) 3:27
2. "This Love" (비디오) 3:24
3. "Harder To Breathe" (어쿠스틱)
4. "The Sun" (어쿠스틱)

## 차트 성적
| 차트                                          | 최고 순위 |
| --------------------------------------------- | --------- |
| 오스트레일리아 (ARIA)                         | 8         |
| 오스트리아 (Ö3 오스트리아 탑 40)              | 3         |
| 벨기에 (울트라탑 50 플랑드르)                 | 21        |
| 벨기에 (울트라탑 50 왈로니아)                 | 7         |
| 캐나다 (캐나디안 핫 100)                      | 2         |
| 프랑스 (SNEP)                                 | 6         |
| 독일 (미디어 컨트롤 AG)                       | 5         |
| 그리스 (IFPI)                                 | 1         |
| 헝가리 (라디오 탑 40)                         | 1         |
| 아일랜드 (IRMA)                               | 6         |
| 이탈리아 (FIMI)                               | 3         |
| 네덜란드 (네덜란드 톱 40)                     | 3         |
| 뉴질랜드 (레코드 뮤직 NZ)                     | 4         |
| 노르웨이 (VG-리스타)                          | 3         |
| 대한민국 인터내셔널 다운로드 싱글 (가온 차트) | 48        |
| 스웨덴 (스베리예토프리스탄)                   | 26        |
| 스위스 (슈바이처 히트파라데)                  | 4         |
| 영국 (오피셜 차트 컴퍼니)                     | 3         |
| 미국 빌보드 핫 100                            | 5         |
| 미국 어덜트 컨템포러리 (빌보드)               | 3         |
| 미국 어덜트 탑 40 (빌보드)                    | 1         |
| 미국 팝 송 (빌보드)                           | 1         |
| 베네수엘라 팝/록 (레코드 리포트)              | 1         |

## 인증 및 판매량
| 국가                                                  | 인증        | 판매량/출하량 |
| ----------------------------------------------------- | ----------- | ------------- |
| 오스트레일리아 (ARIA)                                 | 골드        | 35,000^       |
| 캐나다 (뮤직 캐나다)                                  | 플래티넘    | 80,000*       |
| 대한민국 (가온 차트)                                  | —           | 1,168,853     |
| 영국 (BPI)                                            | 실버        | 200,000^      |
| 미국 (RIAA)                                           | 2x 플래티넘 | 2,120,000     |
| *판매량을 기반으로 한 인증 ^출하량을 기반으로 한 인증 |             |               |

## 대중 매체에서의 영향성
- 스탠포드 라가펠라(Stanford Raagapella)가 아카펠라 버전을 불렀다.[30]
- 대한민국의 아이돌 그룹 빅뱅의 멤버 G-Dragon이 2006년에 발표한 첫 싱글 Bigbang에 동명의 커버 곡을 수록하였다.[31][32] 한 때 이 곡은 저작권자 등록으로 인하여 표절 시비에 휩싸였었다. 또한 영어 버전 커버도 있는데, 이 곡은 일본 발매반에만 수록 되어있다.
- 일본의 록 밴드 B'z - 밴드 멤버 이나바 코시가 번역 가사를 담당했다. 2005년 한정 박스 세트 The Complete B'z에 보너스 트랙으로서 수록되었다. 일본어 버전이긴 하나 중간에 원곡의 하이라이트(This love has taken its toll on me, she said goodbye too many times before)가 들어가있다.
- 대한민국의 아이돌 엠블랙이 라이브로 커버하였다.
- 대한민국의 오디션 프로그램 K팝스타에 등장하였다.
- 대한민국의 가수 이승기가 "가면"이라는 곡을 이 곡을 이용해 샘플링하였다. 이 곡 역시 한때 표절 논란이 있었다.
- 마이클 부블레가 커버하였다.